# Oedosmylus tasmaniensis
Oedosmylus tasmaniensis är en insektsart som beskrevs av Krüger 1913. Oedosmylus tasmaniensis ingår i släktet Oedosmylus och familjen vattenrovsländor. Inga underarter finns listade i Catalogue of Life.